# Hanover (Indiana)
Hanover ist eine Town am Ohio River im Bundesstaat Indiana in den Vereinigten Staaten. Sie wurde 1809 von Williamson Dunn gegründet und trug ursprünglich den Namen Dunn’s Settlement. Das Haus von Williamson Dunn – das erste Gebäude von Hanover – existiert noch und steht an der Ecke von Locust Street und 1st Street.

## Trivia
Der fiktive Barkeeper Woody Boyd aus der Comedyserie Cheers stammt aus Hanover. Der Schauspieler Woody Harrelson, der Woody Boyd verkörperte, studierte am Hanover College.